# Scott Weinrich
« Wino » redirige ici. Pour les autres significations, voir Wino (homonymie).
 (juin 2016).
Si vous disposez d'ouvrages ou d'articles de référence ou si vous connaissez des sites web de qualité traitant du thème abordé ici, merci de compléter l'article en donnant les références utiles à sa vérifiabilité et en les liant à la section « Notes et références ».
Robert Scott Weinrich, dit Wino, est un chanteur, guitariste et compositeur américain. Il est principalement connu pour avoir été le chanteur de plusieurs formations de doom metal parmi lesquelles Saint Vitus et The Obsessed.

## Biographie

### débuts et première version de The Obsessed
Si c'est avec sa découverte des Beatles que le jeune Scott Weinrich se met à la guitare, ses plus grandes influences sont Frank Zappa, Jimi Hendrix ou Black Sabbath (il assiste à un concert de la tournée Paranoid) ainsi que la scène punk The Stooges, The Dictators ou The Saints.
Il fonde son premier groupe, War Horse, au lycée, puis une première version de The Obsessed à la fin des années 1970 avec laquelle il enregistre deux démos et place en 1985 un titre sur la compilation Metal Massacre VI.

### Saint Vitus (1986-1990)
En 1986 il dissout le groupe et déménage en Californie pour remplacer le chanteur Scott Reagers au sein de Saint Vitus. Wino enregistre trois albums studio, un EP ainsi qu'un album live avec le groupe (et il accompagne aussi ponctuellement à la basse The Mentors ainsi que Lost Breed au chant).

### The Obsessed (1990-1995)
Peu après la signature de Saint Vitus chez Hellhound Records, ce label sort en 1990 une compilation des morceaux de The Obsessed. Weinrich quitte alors le groupe pour reformer sa formation d'origine. Cette nouvelle version de The Obsessed enregistre deux nouveaux albums avant de se séparer en 1995. Cette même année il est arrêté et emprisonné à la suite du braquage d'un liquor store.

### Spirit Caravan (1995-2002)
Wino fonde alors Shine avec Dave Sherman, un ancien membre de Wretched. En 1997 ils changent leur nom en Spirit Caravan et publient deux albums sous ce nom avant de se saborder en 2002.

### The Hidden Hand (2002-2007)
Weinrich rejoint alors Place of Skulls, le groupe du guitariste de Pentagram Victor Griffin avec qui il enregistre l'album With Vision, publié en 2003.
Il fonde aussi un nouveau groupe, The Hidden Hand (en) en 2002, avec qui il sortira trois albums avant leur séparation en 2007.
En 2003 il est un des chanteurs invités par Dave Grohl pour son projet Probot.

### Saint Vitus et autres projets (2008-2014)
En 2008 Saint Vitus se reforme avec Wino, qui en parallèle fonde Shrinebuilder en compagnie de Al Cisneros (Sleep, Om), Scott Kelly (Neurosis) et Chris Hakius (Sleep, Om), ce dernier étant remplacé par Dale Crover (Melvins) l'année suivante pour l'enregistrement de leur premier album studio.
Toujours en 2008 il enregistre un premier album solo avec le batteur Jean-Paul Gaster (Clutch) et le bassiste Jon Blank (Rezin), publié en janvier 2009 par Southern Lord. Il sera suivi par un album acoustique, Adrift, en 2010. Ils sortira par la suite plusieurs albums acoustiques en collaboration avec Conny Ochs avec qui il tournera à plusieurs occasions.
En 2010, Wino fonde un nouveau groupe, Premonition 13 avec qui il sortira un album l'année suivante.
En 2012, il tourne de nouveau avec The Obsessed, puis, en 2014 avec Spirit Caravan.
Après avoir effectué plusieurs tournées, Saint Vitus sort un nouvel album, Lillie: F-65, en 2012.
En novembre 2014 Scott Weinrich est interpellé par la police norvégienne pour possession de substances illicites et renvoyé aux États-Unis par le premier avion en pleine tournée anniversaire de l'album Born Too Late. David Chandler (guitare) et Henry Vasquez (batterie) le remplaceront au pied levé au chant pour les dernières dates à assurer. Il s'agit à ce jour de la dernière tournée de Saint Vitus avec Wino, le groupe ayant fait appel au chanteur de leurs deux premiers albums, Scott Reagers, pour les concerts donnés en 2015.

### The Obsessed (depuis 2015)
Début 2016, Wino annonce que Spirit Caravan se produira désormais sous le nom de The Obsessed et qu'il a entamé la composition d'un nouvel album. La sortie de Sacred est programmée pour avril 2017.

## Discographie

### The Obsessed
- The Obsessed (1990)
- Lunar Womb (1991)
- The Church Within (1994)
- Sacred (2017)

### Saint Vitus
- Born Too Late (1986)
- Mournful Cries (1988)
- V (1990)
- Live (1990)
- Lillie: F-65 (2012)
- Live Vol. 2 (2016)

### Spirit Caravan
- Jug Fulla Sun (1999)
- Elusive Truth (2001)

### Place of Skulls
- With Vision (2003)

### The Hidden Hand
- Divine Propaganda (2003)
- Mother Teacher Destroyer (2004)
- The Resurrection of Whiskey Footer (2007)

### Shrinebuilder
- Shrinebuilder (2009)
- Live in Europe 2010  (2011)

### Wino
- Punctuated Equilibrium (2009)
- Adrift (2010)
- Live at Roadburn 2009 (2010)

### Premonition 13
- 13 (2011)

### Wino & Conny Ochs
- Heavy Kingdom (2012)
- Labour of Love (2012)
- Freedom Conspiracy (2015)

### autres apparitions
- Lost Breed - The Evil in You and Me (1993) sur "Coffin Cheater"
- Bullring Brummies - Nativity in Black (1994) sur "The Wizard"
- The Mystick Krewe of Clearlight - Free... / The Father, the Son and the Holy Smoke (2001)
- Sixty Watt Shaman - Reason to Live (2002)
- Probot - Probot (2003) sur "The Emerald Law"
- Solace - 13 (2003)
- Shepherd - The Coldest Day (2004)
- Wall of Sleep - Sun Faced Apostles (2005)
- Wooly Mammoth - The Temporary Nature (2006) sur "Mammoth Bones"
- Earthride - Something Wicked (2010)
- Blood of the Sun - Burning on the Wings of Desire (2012) sur "Good and Evil"
- Witches of God - The Blood of Others (2013)
- Saviours - Hot Rails to Hell (2015) sur "Hot Rails to Hell"